# Сікачі-Алян
Сікачі́-Аля́н (рос. Сикачи-Алян) — село у складі Хабаровського району Хабаровського краю, Росія. Адміністративний центр та єдиний населений пункт Сікачі-Алянського сільського поселення.

## Населення
Населення — 264 особи (2010; 297 у 2002).
Національний склад (станом на 2002 рік):
- нанайці — 77 %